# Rautio Nunatak
Rautio Nunatak är en nunatak i Antarktis. Den ligger i Västantarktis. Argentina, Chile och Storbritannien gör anspråk på området. Toppen på Rautio Nunatak är 1 000 meter över havet.
Terrängen runt Rautio Nunatak är lite bergig. Trakten är obefolkad. Det finns inga samhällen i närheten. 